# Чадра

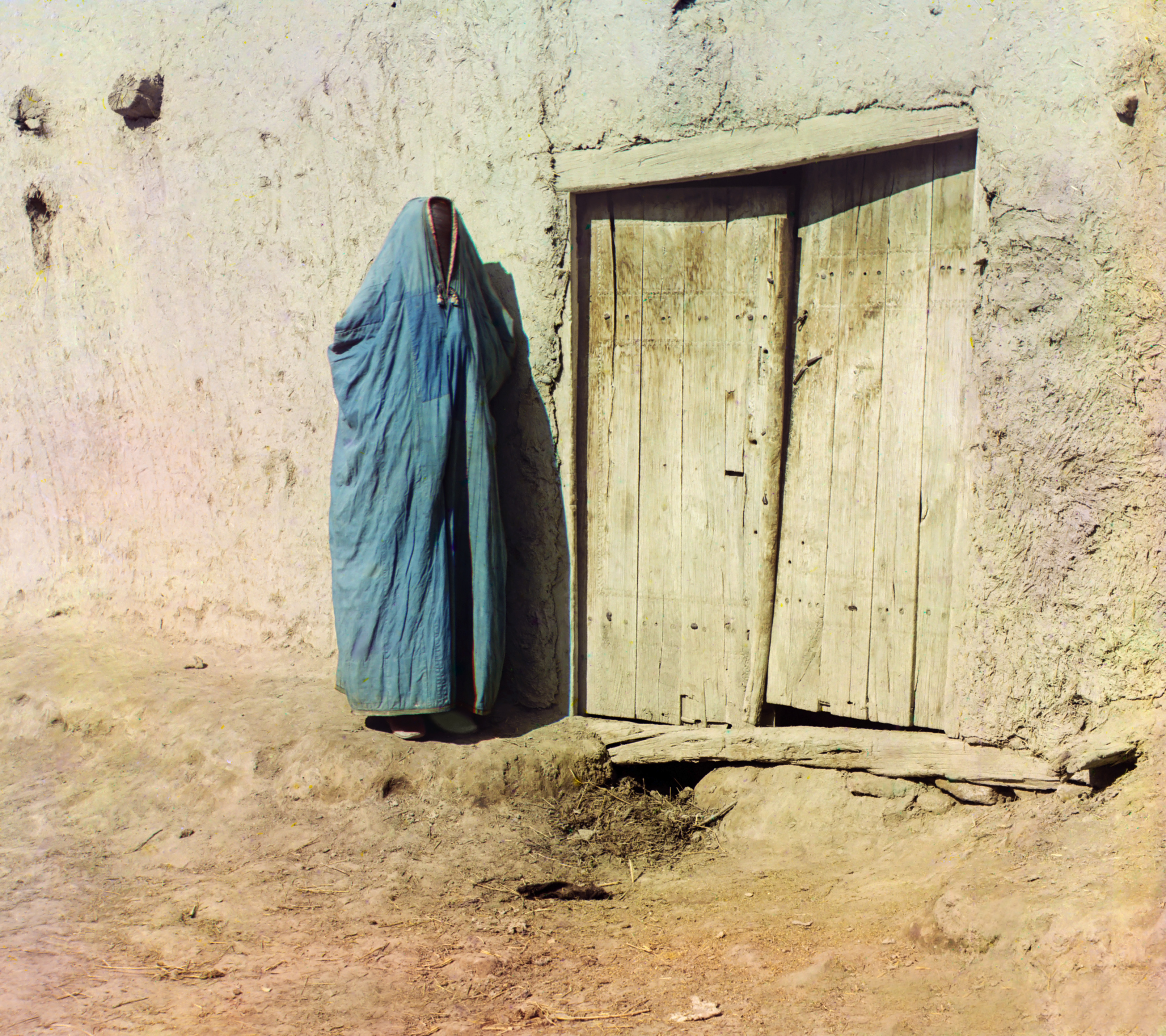
Жінка—сартка у чадрі, Самарканд, фото С.М. Прокудіна-Горського, поч. ХХ ст.

Чадра́ (тюрк., від тур. çadir «намет»; зараз тур. yaşmak) — традиційне жіноче покривало-вбрання в країнах мусульманського Сходу.
Чадра — полотнище білого, синього або чорного кольору, в яке жінки мусульманки, виходячи з дому, загортаються з голови до ніг, залишаючи щілину для очей. 
Чадра була поширена як обов'язкове жіноче вбрання в багатьох мусульманських країнах — разом з секуляризацією суспільства, наприклад, у Туреччині, жінкам було дозволено не надягати чадру, втім, навіть у Туреччині особливо в гірських районах сходу країни) з культурно-релігійних переконань чадра залишається подеколи в ужитку. В деяких країнах, як то: Іран, Афганістан, деякі арабські країни Перської затоки носіння чадри досі обов'язкове і вважається непорушною нормою традиційної моралі. 
Стверджувалося, що в радянських республіках Середньої Азії звичай носіння чадри зник, однак з суверенізацією середньо-азійських країн, традиція відродилася, наприклад, у Туркменістані.

## Виноски
1. ↑  Словник іншомовних слів. За ред. О.С.Мельничука., К.: ГР УРЕ, 1975, стор. 744